# ضاوي (اسم)
ضاوي هو اسم علم مذكر من أصل عربي، ومعناه هو القادم ليلًا الطارق المهزول اللحم خلقةً.

## وصلات خارجية
- موسوعة السلطان قابوس لأسماء العرب نسخة محفوظة 5 أبريل 2019 على موقع واي باك مشين.